# Az ötös számú vágóhíd (film)
Az ötös számú vágóhíd (eredeti cím: Slaughterhouse-Five) 1972-ben bemutatott amerikai filmdráma George Roy Hill rendezésében. A forgatókönyvet Kurt Vonnegut azonos című regénye alapján Stephen Geller írta. A főszerepben Michael Sacks, Ron Leibman, és Valerie Perrine, Eugene Roche, Sharon Gans, Holly Near, és Perry King látható. A Drezdában játszódó jeleneteket Prágában, a többi jelenetet az egyesült államokbeli Minnesota államban forgatták.
Vonnegut nem sokkal a film megjelenése után a Beetween Time and Timbuktu előszavában azt írta: „Odavagyok George Roy Hillért és az Universal Picturesért, akik hibátlanul vitték filmre a regényemet, Az ötös számú vágóhidat… Csorog a nyálam és vihogok, valahányszor ezt a filmet nézem, mert annyira összhangban van azzal, amit éreztem, amikor írtam a könyvet.”

## Cselekmény
A film követi a regényt abból a szempontból, hogy egyes szám első személyben mutatja be a történetet az elbeszélő Billy Pilgrim (Sacks) szemszögéből. Pilgrim "különböző időben" bukkan fel, és megtapasztalja élete eseményeit, köztük az idegen bolygón, a Tralfamadore-on töltött időt is, látszólag véletlenszerű sorrendben. Különös hangsúlyt helyez a film a második világháború idején átélt tapasztalataira, beleértve Drezda bombázását, valamint a hadifogságban a barátjával, Edgar Derbyvel (Roche) és a pszichopata Paul Lazzaroval (Leibman) eltöltött időt. Az életét úgy is bemutatják, mint Valencia (Gans) férje, Barbara (Near) és Robert (King) apja, valamint közös életüket is ábrázolja a film. Néha még élvezik is a jómódú életüket a New York állambeli Iliumiban. Az "elsüllyedsz vagy úszol" jelenetekben Pilgrim apja is szerepelt. A Tralfamadoron játszódó földönkívüli élet jeleneteiben a hollywoodi mozisztár Montana Wildhack (Perrine) szerepel.

## Szereplők
- Michael Sacks – Billy Pilgrim....magyar hangja: Dunai Tamás
- Ron Leibman – Paul Lazzaro
- Eugene Roche – Edgar Derby
- Sharon Gans – Valencia Merble Pilgrim
- Valerie Perrine – Montana Wildhack
- Holly Near – Barbara Pilgrim
- Perry King – Robert Pilgrim
- Kevin Conway – Roland Weary
- Friedrich von Ledebur – Német tiszt
- Ekkehardt Belle – Fiatal német őr
- Sorrell Booke – Lionel Merble
- Roberts Blossom – Wild Bob Cody
- John Dehner – Professzor Rumfoord
- Gary Waynesmith – Stanley
- Richard Schaal – Howard W. Campbell Jr.
- Gilmer McCormick – Lily Rumfoord
- Stan Gottlieb – Hobo
- Karl-Otto Alberty – Német őr – Második csoport
- Henry Bumstead – Eliot Rosewater
- Lucille Benson – Billy anyja
- John Wood – Angol tiszt, credited as Tom Wood

## Eltérések a regénytől
A film az alapmű egész prológusát – amelyben Vonnegut találkozik a régi háborús cimborájával és úgy dönt, hogy a története címe "A gyermekek keresztes hadjárata" legyen – elhagyja, hogy Billy Pilgrim kitalált történetére összpontosítson. A nyitó jelenetben Billy legépel egy levelet az újság szerkesztőjének, valójában ez a részt sokkal később írták meg a regényben. 
A regény számos eleme hiányzik a filmből. Két karaktert, Kilgore Troutot és magát Vonnegutot is kihagyták. A regénynek az a jelenete, ahol Pilgrim megnéz egy filmet egy második világháborús bombázásról előre, majd visszafele, kihagyták, mert nem működött volna az idő rövidsége miatt a film, annak ellenére, hogy Vonnegut megbánta. A regény ismételt hivatkozásokat tartalmaz borostyánban lévő rovarokról, amelyek hiányoznak a filmből. Pilgrim emberrablásos jelenetei rövidebbek a filmben, hiányzik még több részlet is, mint például egy 100 láb átmérőjű, lila fénnyel vibráló repülő csészealj megjelenése kis ablakokkal a pereme mentén.
A filmben Derby kivégzése közvetlenül azután történik meg, hogy ártatlanul elvesz egy kis porcelán figurát Drezda romjai közül. A regényben először részt vesz egy tárgyaláson és azután végzik ki egy teáskanna miatt. Egyedülálló a filmben az a jelenet, ahol a szobrocska jelentőségét beállítják, valamint Derby megemlít egy levelet a feleségének. A tralfamadori válasz a halálra és halandóságra, "így megy ez", egyszer se hangzik el a filmben annak ellenére, hogy száztizenhat alkalommal van leírva a regényben.
A film vége felé Billy segít néhány cimborájának begyűjteni egy hatalmas ingaórát. Amikor az oroszok megérkeznek, barátai az óra alá temetve hagyják magára. Habár a jelenet által létrehozott elképzelés (az idő nyomása Billy Pilgrimen) illeszkedik a cselekménybe, ez a rész sem található a regényben.
A madár, amely a regény végén azt mondja: "csip-csirip" (más fordításban  "nyitni-kék"), nincs benne a filmben.

## Zene
Az ötös számú vágóhíd az első a közül a két játékfilm közül, amelynek Glenn Gould szerezte a zenéjét.

## Díjak
A film elnyerte a zsűri díját az 1972-es cannes-i filmfesztiválon, valamint a Hugo- és a Szaturnusz-díjat. Hillt és Geller-t egyaránt díjakra jelölték a saját egyesületei. Sacksot Golden Globe-díjra jelölték.